# Federal Columbia River Power System
Le Federal Columbia River Power System (FCRPS) est un ensemble d'installations hydroélectriques construit et exploité par le Corps du génie de l'armée des États-Unis et le Bureau of Reclamation dans la région Nord-Ouest Pacifique, et un système de transmission d'électricité construit et exploité par la Bonneville Power Administration. Ces installations s'articulent autour du fleuve Columbia.